# 키리바트
키리바트(싱할라어: කිරිබත්)는 스리랑카의 전통 음식이다. 인디카 쌀에 코코넛밀크를 넣어 지은 밥으로, 명절이나 특별한 날에 먹는다.

## 이름
신할라어 "키리바트(කිරිබත්)"는 "젖 (또는 식물성 밀크)"을 뜻하는 "키리(කිරි)"와 "쌀"을 뜻하는 "바트(කිරිබත්)"의 합성어로, "우유 (이 경우에는 코코넛밀크) 밥"이라는 뜻이다.

## 문화
밥을 지을 때 코코넛밀크가 끓어 넘치는 것을 보고 한 해의 운세를 점치기도 한다.

## 같이 보기
- 나시 르막
- 카오 니아오 마무앙